# Scoutly Limited
Scoutly Limited est une filiale de la société Victory Soccer Limited spécialisée dans l'évaluation de joueurs de football. Elle a été fondée à Londres le 17 février 2017 et appartient à Gérard Lopez et à Marc Ingla. 

## Historique
La société Victory Sports Services and Technologies est créée à Londres le 17 février 2017 à la suite du rachat du LOSC Lille par Gérard Lopez. En janvier 2018, elle change de nom pour devenir Scoutly Limited afin de pouvoir superviser des joueurs sans être systématiquement repérée par la concurrence. Elle a pour vocation de repérer et d’évaluer des joueurs de football avec une spécialisation dans la supervision des championnats de France, d'Europe du Nord, d'Europe de l'Est, d'Amérique du Sud et d’Afrique. Cette filiale à 100 % de la société Victory Soccer Limited est détenue par Gérard Lopez et par Marc Ingla et est placée sous l'autorité de Luis Campos et reste donc indépendante du club qui l'emploie. Ainsi, entre 2017 et 2020 lors de la présidence de Gérard Lopez, elle a facturé ses prestations au LOSC Lille,. Après une période d'incertitude où les salaires ne sont plus payés à la suite du départ de Gérard Lopez du LOSC Lille, la plupart des salariés sont intégrés à la structure de recrutement du FC Girondins de Bordeaux sous la responsabilité d'Admar Lopes. 

## Fonctionnement
Scoutly Limited emploie, au 16 janvier 2019, 19 recruteurs principaux dont le portugais Admar Lopes ainsi qu'une dizaine de recruteurs supplémentaires destinés à la formation des jeunes. Chacun des recruteurs travaille à tour de rôle et indépendamment sur une des cinq régions du monde définies (par exemple l'Amérique du sud). Puis, au bout de deux mois et demi de recherche et de supervision de joueurs, les recruteurs changent de zone. Lors des opérations de supervision, les recruteurs notent les joueurs sur de nombreux critères allant de la vitesse à la maîtrise des espaces. Finalement, les joueurs obtiennent une note allant de A1 (meilleure note) à D (pire note). Les meilleurs joueurs sont finalement proposés au club client de Scoutly Limited. D'après Gérard Lopez, le LOSC Lille a possédé, sous sa présidence et grâce à Scoutly Limited, « la plus grosse cellule de recrutement en France, peut-être l'une des plus grosses en Europe ».

## Annexe